# جووانی آبانیاله
جووانی آبانیاله (ایتالیایی: Giovanni Abagnale؛ زادهٔ ۱۱ ژانویهٔ ۱۹۹۵) ورزشکار روئینگ اهل ایتالیا است.
وی در مسابقات کشوری و بین‌المللی در مجموع برندهٔ ۱ مدال طلا، ۱ مدال نقره، ۲ مدال برنز شده‌است.